# Elephone
Elephone, celým názvem HK Elephone Communication Tech Co. Limited, je čínský výrobce smartphonů. založený v roce 2006. Firma sídlí v čínském Šen-čenu. Firma zaměstnává přes 1000 zaměstnanců a má kolem deseti produktových řad.

## Smarptohny dle let výroby

### 2018
- Elephone U a Elephone U Pro[3]
- Elephone S9[4]
- Elephone A2[5]